# عز العرب الكغاط
عز العرب الكغاط (مواليد 16 يونيو 1948) ممثل مغربي. شارك في العديد من الأفلام والمسلسلات المغربية، تميز خصوصًا في الأعمال التي تجمع بين التاريخ والفانتازيا.

## مسيرته
شارك عز العرب الكغاط في عدد من المسرحيات، منها: ضحية الواجب، وليلي، الدوامة، اللي كذب على الملايكة، قلت الشغال، بشار الخير، مرتجلة شميشة للا، مرتجلة فاس، ذكريات من المستقبل، شاري الهم، بويديدا.
كما شارك في مجموعة من الأفلام:
«كابوس» سنة 1982 للراحل أحمد ياشفين، و«همسات» لمحمد العبداوي سنة 2000، و«الردى» لمحمد عهد بنسودة سنة 2005، و«قلوب محترقة» لأحمد المعنوني سنة 2007، و«أبسورديستان» للمخرج الألماني فايت هلمر سنة 2008، و«موسم لمشاوشة» سنة 2009، و«خلف الأبواب المغلقة» سنة 2013 لمحمد عهد بنسودة، و«الوثر الخامس» لسلمى بركاش سنة 2011، و«أندرومان» و«الأعمى والغجرية» لعز العرب العلوي لمحارزي سنة 2011 و «ميكا» سنة 2020 للمخرج إسماعيل فروخي.
وشارك في العديد من الأعمال التلفزيونية المغربية منها مسلسلات: «سيف الظلام» لإبراهيم شكيري، و«الغريب» لليلى التريكي، و«الأخطبوط» لمحمد اقصايب. وأفلام: «الكنز» لمحمد القرطبي، و«خيال الذيب» لمحمد عهد بنسودة، و«التذكرة رقم 13» لمحمد منخار، و«مسحوق الشيطان» و«الرقاص» لعز العرب العلوي، و«رياضستان» لمحمد اقصايب.

## روابط خارجية
- عز العرب الكغاط على موقع IMDb (الإنجليزية)
- عز العرب الكغاط على موقع قاعدة بيانات الأفلام العربية
- عز العرب الكغاط على موقع ألو سيني (الفرنسية)
- عز العرب الكغاط على موقع africine.org